# Demi Orimoloye
Demi Orimoloye de son nom complet Oluwademilade Oluwadamilola Orimoloye est un joueur professionnel de baseball canadien d'origine nigériane. Il évolue au poste de  joueur de champ extérieur (voltigeur au Canada).

## Biographie
Demi Orimoloye est né le 6 janvier 1997 au Nigeria d'Adenike et de Segun Orimoloye. Son père Segun est un architecte et sa mère fonctionnaire. La famille s'installe au Canada plus précisément à Orléans dans l'Ontario. A ce moment là, Demi n'avait que dix-huit mois. Il a un frère cadet du nom deTemi. Demi fait fréquent l'école secondaire catholique St. Matthew à Ottawa,,.

## Carrière dans le baseball
Demi Orimoloye commence à jouer à l'âge de 10 ans dans la Little League Baseball. Il rejoint l'équipe nationale junior canadienne de baseball à l'âge de 15 ans. Avec l'équipe nationale de baseball, il fait un voyage à Orlando, en Floride, à Cuba et en République dominicaine.Il prend part à l'Under Armour All-America Baseball Game, qui est organisé pour les 40 meilleurs espoirs de baseball du secondaire. En février 2015, Orimoloye a été nommé au All-American par Baseball America. Il est également nommé le joueur le plus utile aux Area Code Games 2015,,.
Demi Orimoloye poursuit son cursus universitaire à l'Université de l'Oregon et joue au baseball universitaire pour l'équipe de baseball des Oregon Ducks. En 2015, il est éligible pour être sélectionné lors de la draft 2015 de la Major League Baseball, et est classé parmi les 50 meilleurs prospects disponibles lors de la draft par Baseball America et Perfect Game. Au quatrième tour, il est sélectionné par les Milwaukee Brewers avec la 121e sélection globale de la draft.
Ainsi, Demi Orimoloye qui mesure 1,93 m et pèse 102 kg signe avec les Brewers et s'est présenté aux Arizona Brewers de la Rookie-level Arizona League pour commencer sa carrière professionnelle. Il affiche une moyenne de frappe de 0,292 avec six home runs et 26 RBI. Il passe l'année 2016 avec les Helena Brewers de la Pioneer League de niveau avancé pour les recrues, où il frappe 0,205 avec cinq coups de circuit et 17 RBI. Il  passe la saison 2017 avec les Wisconsin Timber Rattlers de la Class A Midwest League, affichant une moyenne de frappe de 0,214 avec 11 home runs, 45 RBI et 38 buts volés en 125 matchs,,.
En 2018, Demi Orimoloye joue pour les Carolina Mudcats de la classe A-Advanced Carolina League. Le 31 août 2018, les Brewers l'échange contre Curtis Granderson aux Blue Jays de Toronto.